# 378 v.Chr.
Het jaar 378 v.Chr. is een jaartal volgens de christelijke jaartelling.

## Gebeurtenissen

### Griekenland
- Pelopidas wordt in Thebe benoemd tot boeotarch, leider van de Boeotische Bond.
- Timotheus de zoon van Conon wordt strategos van Athene.
- Agesilaüs II probeert de Atheense havenstad Piraeus te bezetten.
- Chabrias verslaat de Spartanen in de Thyrische vlakte.
- De Tweede Delisch-Attische Zeebond tegen Sparta wordt opgericht.
- Athene sluit een verbond met de Boeotische stadstaten.

### Italië
- Dionysius I van Syracuse begint een nieuwe oorlog tegen Carthago, maar wordt verslagen in de Slag bij Cronium.
- Op Sicilië wordt het gebied ten westen van de rivier de Halykos (Platani) opgeëist door de Carthagers.
- Publius Marcus, Caius Manlius en Lucius Iulius zijn de consulaire tribunen in Rome.
- Caius Sextilius, Marcus Albinius, Lucius Antiscius zijn de volkstribunen in Rome.